# Sekreterarregemente
Sekreterarregemente är en beteckning på tendensen hos svenska kungar – bland annat Gustav Vasa och Erik XIV – att förlita sig på lågadliga eller ofrälse sekreterare (vilket vid denna tid var en ställning motsvarande kanslichef) i förvaltningen istället för högadelns män. Denna tendens berodde främst på att sådana sekreterare stod i personligt beroendeförhållande till kungen, och sågs således som mer pålitliga av denne.